# كريستيان فيريرا
كريستيان فيريرا (بالإسبانية: Cristian Ferreira) (ولد في 12 سبتمبر 1999 في قرطبة) لاعب كرة قدم أرجنتيني محترف يلعب مع ريفر بليت كلاعب وسط.
قدم فيريرا أول ظهور له مع ريفر بليت في الدرجة الأولى الأرجنتينية يوم 29 أكتوبر 2017 عندما حل محل إسيكييل بالاسيوس ضد تاليريس قرطبة.

## روابط خارجية
- كريستيان فيريرا على موقع قاعدة بيانات كرة القدم.إي يو (الإنجليزية)
- كريستيان فيريرا على موقع Soccerway.com (الإنجليزية)
- كريستيان فيريرا على موقع عالم كرة القدم.نت (الإنجليزية)